# Moneglia
Moneglia (latin: Monilia) är en kommun i storstadsregionen Genua, innan 2015 provinsen Genova, i regionen Ligurien. Kommunen hade 2 763 invånare (2018)) och gränsar till kommunerna Casarza Ligure, Castiglione Chiavarese, Deiva Marina samt Sestri Levante.